# Celleporaria pilaefera
Celleporaria pilaefera is een mosdiertjessoort uit de familie van de Lepraliellidae. De wetenschappelijke naam van de soort werd in 1929 voor het eerst geldig gepubliceerd door Ferdinand Canu en Ray Smith Bassler.

## Verspreiding
Celleporaria pilaefera is een korstvormende mosdiertjessoort die een breed verspreidingsgebied heeft in de Indo-Pacific, waaronder Mauritius, de Rode Zee, India, de Filipijnen en Vanuatu. In 2002 werd de soort gevonden groeiend in Jacksonville, Florida en andere geïntroduceerde populaties zijn gemeld uit Malta, Nieuw-Zeeland en Hawaï. Het is bekend van koraalriffen, aquacultuurkooien voor oesters, aangroeiplaten en scheepsrompen.